# Plan ochrony
Plan ochrony jest to dokument, który sporządza się i realizuje dla parków narodowych, rezerwatów przyrody i parków krajobrazowych, a można sporządzić także dla obszaru Natura 2000 lub jego części. Plan ochrony ustanawia się w terminie 5 lat od dnia utworzenia parku narodowego, uznania obszaru za rezerwat przyrody albo utworzenia parku krajobrazowego. 
Dla parków narodowych, rezerwatów przyrody i parków krajobrazowych jest podstawowym dokumentem planującym ochronę przyrody. Dla obszaru Natura 2000 takim podstawowym dokumentem jest plan zadań ochronnych, a plan ochrony sporządza się dla obszaru lub jego części tylko w razie potrzeby uszczegółowienia planowania.

## Organ sporządzający i zatwierdzający
Projekt planu ochrony sporządza dla:
1. parku narodowego – dyrektor parku narodowego. Minister właściwy do spraw środowiska ustanawia, w drodze rozporządzenia, plan ochrony dla parku narodowego w terminie 6 miesięcy od dnia otrzymania projektu planu lub odmawia jego ustanowienia, jeżeli projekt planu jest niezgodny z celami ochrony przyrody, uwzględniając konieczność dostosowania działań ochronnych do celów ochrony parku narodowego.
2. rezerwatu przyrody – Regionalny Dyrektor Ochrony Środowiska lub, po uzgodnieniu z tym organem, zarządzający rezerwatem albo sprawujący nadzór nad rezerwatem. Regionalny Dyrektor Ochrony Środowiska ustanawia, w drodze aktu prawa miejscowego w formie zarządzenia, plan ochrony dla rezerwatu przyrody w terminie 6 miesięcy od dnia otrzymania projektu planu.
3. parku krajobrazowego – dyrektor parku krajobrazowego lub dyrektor zespołu parków krajobrazowych. Sejmik województwa po uzgodnieniu z Regionalnym Dyrektorem Ochrony Środowiska ustanawia, w drodze uchwały, plan ochrony dla parku krajobrazowego w terminie 6 miesięcy od dnia otrzymania projektu planu albo odmawia jego ustanowienia, jeżeli projekt planu jest niezgodny z celami ochrony przyrody.
4. obszaru Natura 2000 – sprawujący nadzór nad obszarem Natura 2000 tj. Regionalny Dyrektor Ochrony Środowiska, Dyrektor Parku Narodowego lub Dyrektor Urzędu Morskiego. Minister właściwy do spraw środowiska ustanawia, w drodze rozporządzenia, plan ochrony dla obszaru Natura 2000 lub jego części.

Sporządzający projekt planu ochrony zapewnia możliwość udziału społeczeństwa w tym procesie (tj. ogłasza o przystąpieniu do sporządzenia planu, przyjmuje i rozważa wnioski i uwagi, ogłasza o sporządzeniu planu). Projekt planu jest opiniowany przez właściwe terytorialnie rady gmin. Plan ochrony sporządza się na okres 20 lat. Plan ochrony może być zmieniony, jeżeli wynika to z potrzeb ochrony przyrody.

## Zawartość
Plan ochrony dla parku narodowego oraz rezerwatu przyrody zawiera:
1. cele ochrony przyrody oraz wskazanie przyrodniczych i społecznych uwarunkowań ich realizacji;
2. identyfikację oraz określenie sposobów eliminacji lub ograniczania istniejących i potencjalnych zagrożeń wewnętrznych i zewnętrznych oraz ich skutków;
3. wskazanie obszarów ochrony ścisłej, czynnej i krajobrazowej;
4. określenie działań ochronnych na obszarach ochrony ścisłej, czynnej i krajobrazowej, z podaniem rodzaju, zakresu i lokalizacji tych działań;
5. wskazanie obszarów i miejsc udostępnianych dla celów naukowych, edukacyjnych, turystycznych, rekreacyjnych, sportowych, amatorskiego połowu ryb i rybactwa oraz określenie sposobów ich udostępniania;
6. wskazanie miejsc, w których może być prowadzona działalność wytwórcza, handlowa i rolnicza;
7. ustalenia do studiów uwarunkowań i kierunków zagospodarowania przestrzennego gmin, miejscowych planów zagospodarowania przestrzennego, planów zagospodarowania przestrzennego województw oraz planów zagospodarowania przestrzennego morskich wód wewnętrznych, morza terytorialnego i wyłącznej strefy ekonomicznej dotyczące eliminacji lub ograniczenia zagrożeń zewnętrznych.

Plan ochrony dla parku krajobrazowego zawiera:
1. cele ochrony przyrody oraz przyrodnicze, społeczne i gospodarcze uwarunkowania ich realizacji;
2. identyfikację oraz określenie sposobów eliminacji lub ograniczania istniejących i potencjalnych zagrożeń wewnętrznych i zewnętrznych oraz ich skutków;
3. wskazanie obszarów realizacji działań ochronnych;
4. określenie zakresu prac związanych z ochroną przyrody i kształtowaniem krajobrazu;
5. wskazanie obszarów udostępnianych dla celów naukowych, edukacyjnych, turystycznych, rekreacyjnych, amatorskiego połowu ryb i dla innych form gospodarowania oraz określenie sposobów korzystania z tych obszarów;
6. ustalenia do studiów uwarunkowań i kierunków zagospodarowania przestrzennego gmin, miejscowych planów zagospodarowania przestrzennego, planów zagospodarowania przestrzennego województw oraz planów zagospodarowania przestrzennego morskich wód wewnętrznych, morza terytorialnego i wyłącznej strefy ekonomicznej dotyczące eliminacji lub ograniczenia zagrożeń zewnętrznych.

Plan ochrony dla obszaru Natura 2000 lub jego części zawiera:
1. opis granic obszaru i mapę obszaru Natura 2000;
2. identyfikację istniejących i potencjalnych zagrożeń dla zachowania właściwego stanu ochrony siedlisk przyrodniczych, oraz gatunków roślin i zwierząt i ich siedlisk będących przedmiotami ochrony;
3. określenie warunków utrzymania lub odtworzenia właściwego stanu ochrony przedmiotów ochrony obszaru Natura 2000, zachowania integralności obszaru Natura 2000 oraz spójności sieci obszarów Natura 2000, odnoszących się w szczególności do: (a) innych form ochrony przyrody, pokrywających się z obszarem Natura 2000, (b) zagospodarowania przestrzennego, w tym w szczególności terenów lokalizacji zabudowy możliwej bez szkody dla obszaru Natura 2000, infrastruktury technicznej i komunikacyjnej, infrastruktury turystycznej i edukacyjnej, a także obszarów, które powinny być zalesione oraz obszarów wyłączonych z zalesiania, (c) zagospodarowania obszarów morskich, (d) gospodarowania wodami, (e) gospodarki rolnej, leśnej i rybackiej, (f) śródlądowych wód powierzchniowych płynących, w których powinna być zachowana lub odtworzona możliwość wędrówki ryb i innych organizmów wodnych;
4. wskazania do zmian w istniejących studiach uwarunkowań i kierunków zagospodarowania przestrzennego gmin, miejscowych planach zagospodarowania przestrzennego, planach zagospodarowania przestrzennego województw oraz planach zagospodarowania przestrzennego morskich wód wewnętrznych, morza terytorialnego i wyłącznej strefy ekonomicznej dotyczące eliminacji lub ograniczenia zagrożeń wewnętrznych lub zewnętrznych, jeżeli są niezbędne dla utrzymania lub odtworzenia właściwego stanu ochrony siedlisk przyrodniczych oraz gatunków roślin i zwierząt, dla których wyznaczono obszar Natura 2000;
5. określenie działań ochronnych dla utrzymania lub odtworzenia właściwego stanu ochrony przedmiotów ochrony obszaru Natura 2000, ze wskazaniem podmiotów odpowiedzialnych za ich realizację;
6. wskaźniki właściwego stanu ochrony siedlisk przyrodniczych lub gatunków roślin i zwierząt i ich siedlisk, będących przedmiotami ochrony;
7. określenie sposobów monitoringu realizacji zadań ochronnych oraz ich skutków;
8. określenie sposobów monitoringu stanu ochrony siedlisk przyrodniczych lub gatunków roślin i zwierząt i ich siedlisk, będących przedmiotami ochrony.